# Affo Erassa
Affo Erassa (ur. 19 lutego 1983 w Lomé) – togijski piłkarz występujący na pozycji pomocnika.

## Kariera
Karierę zaczynał w lidze togijskiej. Grał przez 3 sezony w AC Merlan Lomé. W sezonie 2004/2005 przeniósł się do Ligue 2, a konkretnie do Clermont Foot, gdzie występował w pierwszym składzie razem z kolegą z reprezentacji – Ludovicem Assemoassą. W kadrze narodowej debiutował podczas meczu z Libią, 1 września 2002 roku.
| Sezon   | Klub              | Kraj    | Flaga   | Rozgrywki | Mecze | Bramki |
| ------- | ----------------- | ------- | ------- | --------- | ----- | ------ |
| 2004/05 | Clermont Foot     | Francja | Francja | Ligue 2   | 4     | 0      |
| 2005/06 | AS Moulins        | Francja | Francja | National  | 10    | 0      |
| 2006/07 | RC Olympique Agde | Francja | Francja | CFA       | 17    | 1      |